# سانتیاگو د چوکو
سانتیاگو د چوکو (به اسپانیایی: Santiago de Chuco) یک شهر در پرو است که در منطقه لا لیبرتاد واقع شده‌است. سانتیاگو د چوکو ۲۵٬۰۰۰ نفر جمعیت دارد و ۳٬۱۲۰ متر بالاتر از سطح دریا واقع شده‌است.